# Distretto di Phine
Il distretto di Phine è uno dei quindici distretti (mueang) della provincia di Savannakhet, nel Laos. Ha come capoluogo la città di Phine.